# Jonas Filéen
Jonas Filéen, född 17 januari 1745 i Ystad, död 27 mars 1822 på plantagen Vreed en Hoop i Demerara, Brittiska Guayana, var en svensk plantageägare i Sydamerika.
Jonas Filéen var son till handlaren Jöns Filenius i Ystad. Han var handelsbetjänt hos Albert Hansson Pripp i Landskrona omkring 1761–1769 och vistades därefter en tid i Stockholm, innan han från Göteborg över Amsterdam utvandrade till det då nederländska Demerara där han blev ägare till en kaffe- och sockerplantage. Hur han förvärvade pengar att köpa sin plantage är osäkert, men en tid skall han ha arbetat som förvaltare av de Lambertska plantagerna där. Vid tiden då han skrev sitt testamente 1784 ägde han omkring 900 svarta slavar. Jonas Filéen hade flera barn med sina slavar, varav åtminstone ett fick mindre summor genom testamentet, men inga äkta barn. Huvuddelen av hans arv tillföll därför hans bror Paul Edvard Filéen.